# Streptocephalus ovamboensis
Streptocephalus ovamboensis är en kräftdjursart som beskrevs av Barnard 1924. Streptocephalus ovamboensis ingår i släktet Streptocephalus och familjen Streptocephalidae. Inga underarter finns listade i Catalogue of Life.